# Klasa zaprzyjaźniona
Klasa zaprzyjaźniona – klasa, która ma dostęp do prywatnych i chronionych składników danej klasy, a konkretniej: której funkcje składowe (metody) mają dostęp do prywatnych i chronionych składników danej klasy. Przyjaźń deklaruje zawsze klasa, która chce by inna klasa miała dostęp do jej składników prywatnych - nigdy na odwrót.

## Właściwości
- Nieistotne jest, gdzie (private, protected, public) zadeklaruje się przyjaźń. Przyjaźnie danej klasy są stosunkowo ważne z punktu widzenia projektanta, dlatego, w celu przejrzystości kodu dobrze jest zrobić to na samym początku deklaracji klasy.
- Klasa może być przyjacielem wielu klas.
- Klasa może mieć wielu przyjaciół (zarówno klasy jak i funkcje).
- Przyjaźń nie jest przechodnia. Oznacza to, że gdy klasa C jest przyjacielem klasy B, a klasa B jest przyjacielem klasy A, to nie oznacza to, że klasa C jest przyjacielem klasy A (przyjaciel mojego przyjaciela nie musi być moim przyjacielem).
- Przyjaźń nie jest dziedziczona.

## Przykład w C++
```
 
class
 
B
;
 
//deklaracja zapowiadająca

 
class
 
A
 
{

   
friend
 
class
 
B
;
 
// deklaracja przyjaźni

   
private
:

     
int
 
x
;
 
// zmienna w sekcji prywatnej

 
};

 

 
class
 
B
 
{

   
public
:

     
void
 
wpiszIks
(
 
A
&
 
obiekt
 
,
 
const
 
int
 
wartosc
 
)
 
{

       
obiekt
.
x
 
=
 
wartosc
;
 
// niemożliwe bez deklaracji przyjaźni

       
return
;

     
}

 
};

```